# الداغرة (السياني)

تعديل مصدري - تعديل

الداغرة محلة تابعة لقرية ذراع مكابس، التابعة لعزلة الهادس بمديرية السياني إحدى مديريات محافظة إب في الجمهورية اليمنية.، بلغ تعداد سكانها 27 حسب تعداد اليمن لعام 2004.